# Santos Evos
Santos Evos é uma povoação portuguesa sede da Freguesia de Santos Evos do Município de Viseu, freguesia com 11,86 km² de área e 1474 habitantes (censo de 2021), tendo, por isso, uma densidade populacional de 124,3 hab./km².

## Demografia
A população registada nos censos foi:
| Distribuição da População por Grupos Etários | Distribuição da População por Grupos Etários | Distribuição da População por Grupos Etários | Distribuição da População por Grupos Etários | Distribuição da População por Grupos Etários |
| -------------------------------------------- | -------------------------------------------- | -------------------------------------------- | -------------------------------------------- | -------------------------------------------- |
| Ano                                          | 0-14 Anos                                    | 15-24 Anos                                   | 25-64 Anos                                   | > 65 Anos                                    |
| 2001                                         | 249                                          | 279                                          | 830                                          | 284                                          |
| 2011                                         | 211                                          | 149                                          | 861                                          | 348                                          |
| 2021                                         | 138                                          | 151                                          | 744                                          | 441                                          |

## Património
- Igreja Matriz de Santos Evos